# San Antonio de las Viejas
San Antonio de las Viejas är en ort i Mexiko.   Den ligger i kommunen San Luis de la Paz och delstaten Guanajuato, i den centrala delen av landet, 270 km nordväst om huvudstaden Mexico City. San Antonio de las Viejas ligger 2 083 meter över havet och antalet invånare är 175.
Terrängen runt San Antonio de las Viejas är platt åt sydväst, men åt nordost är den kuperad. Runt San Antonio de las Viejas är det ganska glesbefolkat, med 31 invånare per kvadratkilometer. Närmaste större samhälle är San Luis de la Paz, 19,9 km sydost om San Antonio de las Viejas. Trakten runt San Antonio de las Viejas består till största delen av jordbruksmark.